# Улица Маргриетас
Улица Ма́ргриетас (латыш. Margrietas iela) — улица в левобережной части города Риги. Пролегает в северо-западном направлении, от перекрёстка улиц Орманю, Маза Нометню и Атпутас до перекрёстка с улицами Агенскална и Кулдигас. Южная часть улицы (до пересечения с улицей Калнциема) относится Земгальскому предместью Риги и историческому району Агенскалнс, северная часть — к Курземскому району и историческому району Засулаукс.

## История
Улица Маргриетас возникла в 1870-е годы при застройке рабочего района вдоль железнодорожной линии у станции Засулаукс. Без названия показана уже на карте 1876 года; с начала 1880-х годов появляется нынешнее название (нем. Margaretenstrasse, рус. Маргаритинская улица), которое никогда не изменялось.

## Транспорт
Общая длина улицы составляет 656 метров. Южная часть улицы на протяжении 350 метров (до ул. Калнциема) асфальтирована, далее улица покрыта булыжником. Разрешено движение в обоих направлениях.
Над улицей Маргриетас проходит виадук улицы Калнциема, однако прямой выезд с одной дороги на другую невозможен.
По всей длине улицы в 1930-е годы была проложена двухпутная трамвайная линия (первоначально до станции Засулаукс, в 1979 продлена по улице Тапешу). В настоящее время используется маршрутом № 2.

## Застройка
На улице в значительной мере сохранилась историческая застройка начала XX века.
- Дом № 4 — бывшая Рижская 35-я начальная школа им. Эмила Дарзиня, позднее заочная школа № 14 (1936-1937, архитектор Я. Ренгард).
- Дом № 7 — бывший авторемонтный завод, ныне индустриальный парк SIA «Prizma»[5].
- Дом № 16 — бывший доходный дом статского советника Александра Сосновского (1900, архитектор М. О. Эйзенштейн).
- Два примечательных дома расположены на углу с ул. Калнциема, по южную сторону виадука: Калнциема 60 — бывший доходный дом с магазином (1932, архитектор Лидия Хофман-Гринберг) и Калнциема 62 — бывший деревянный доходный дом фабриканта Гейнриха Аула (1899—1902, архитектор Вильгельм Хоффман).

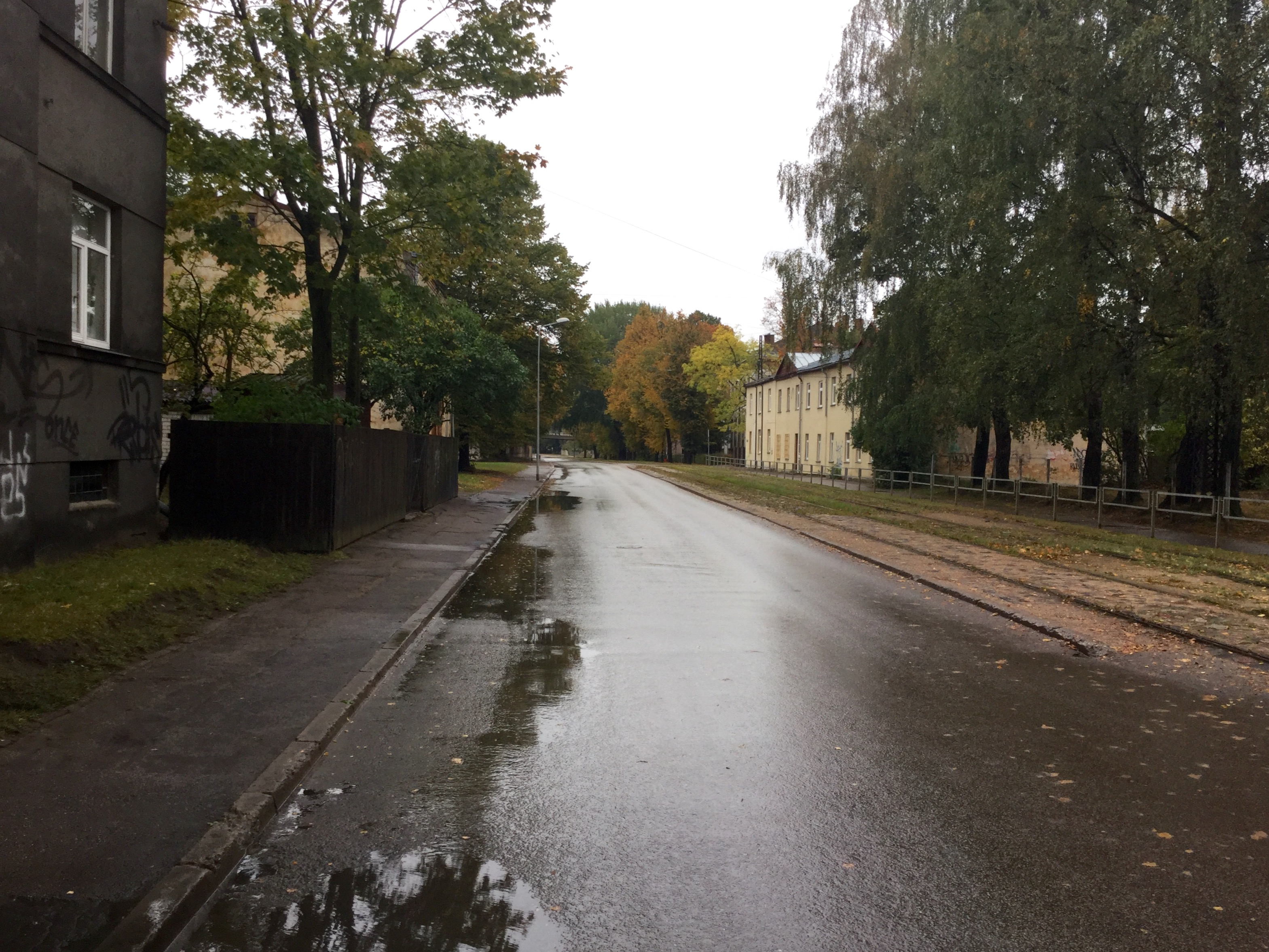
Начало улицы
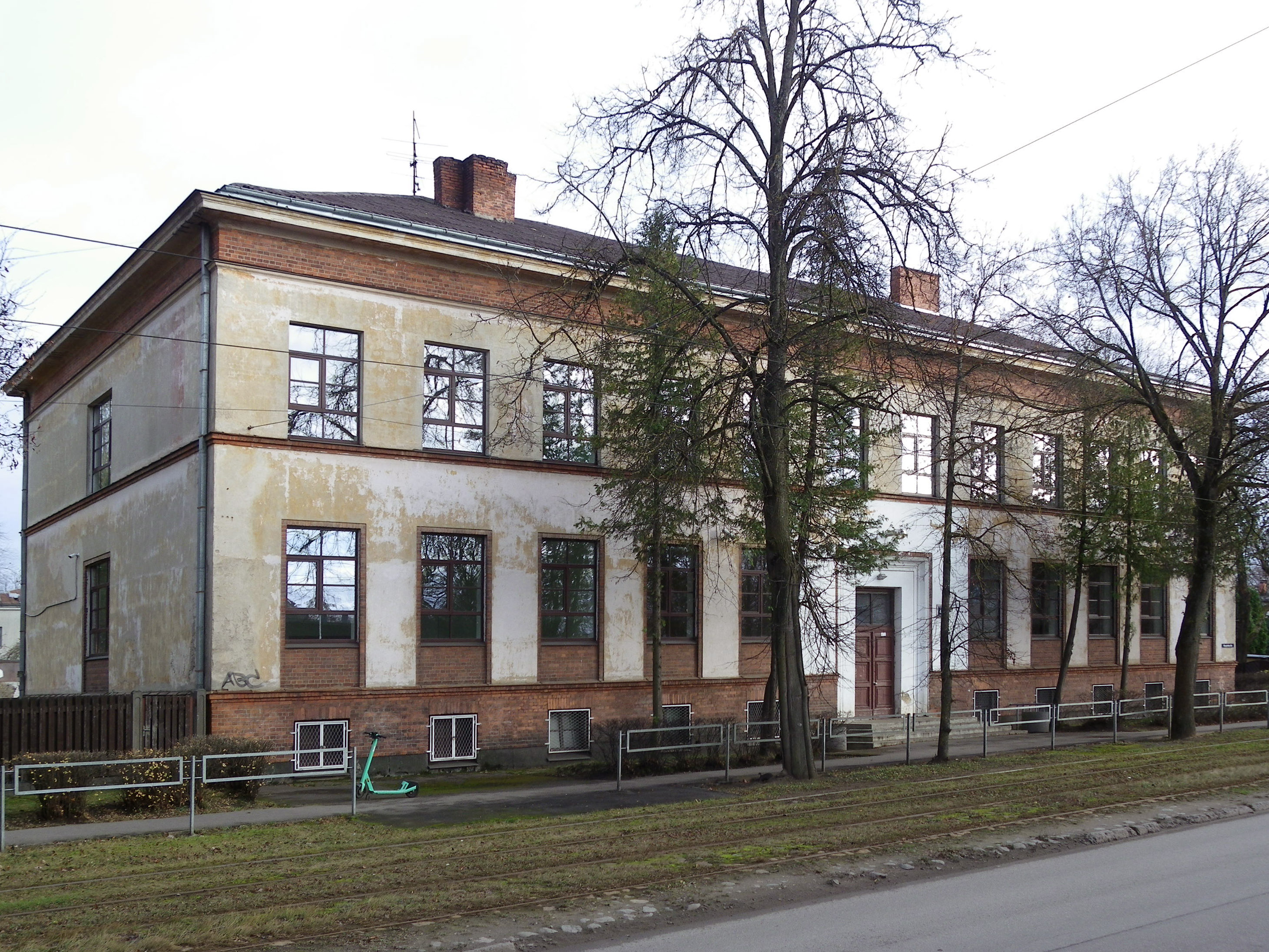
Дом № 4
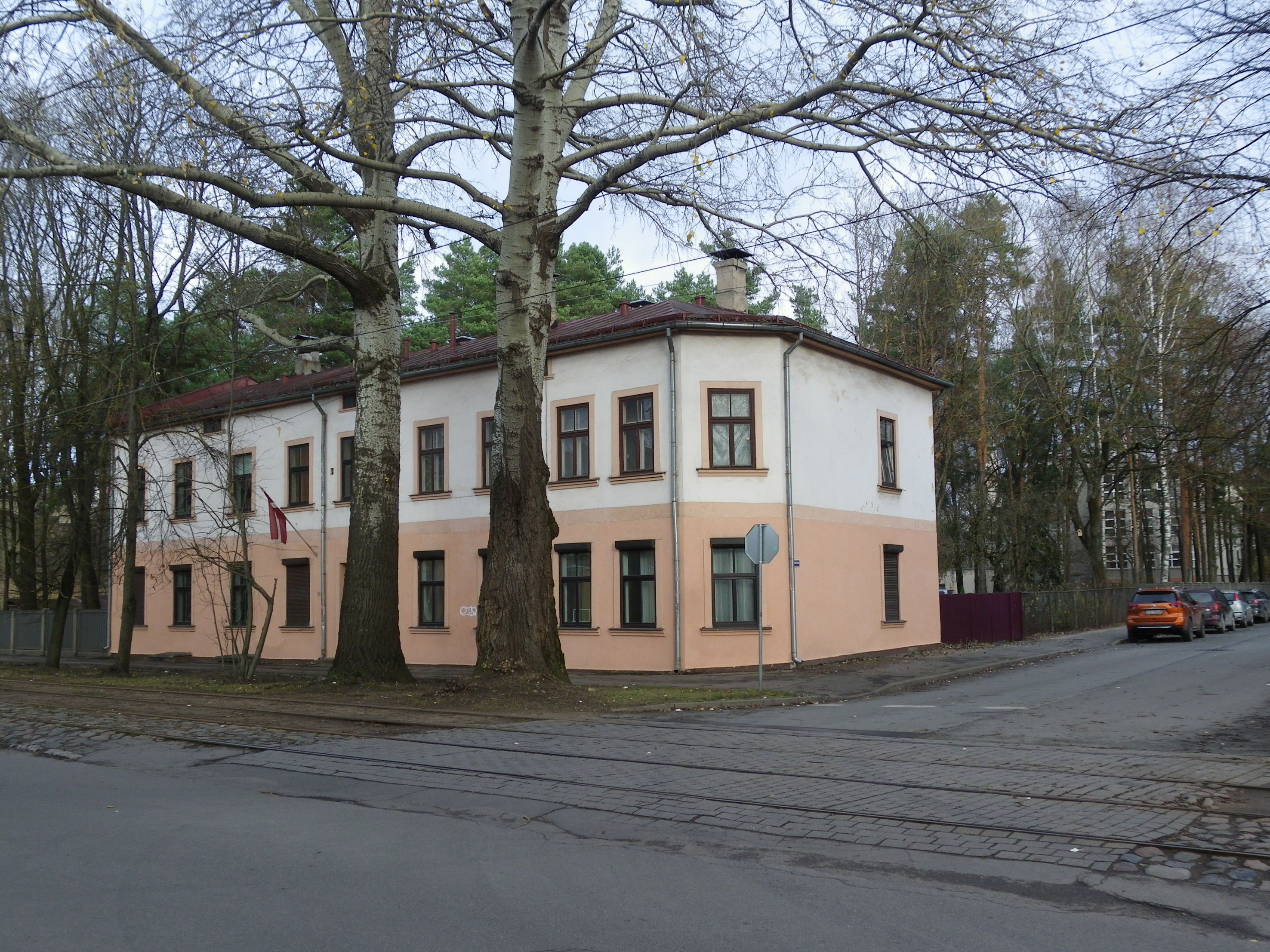
Дом № 6 (угол ул. Эрнестинес)
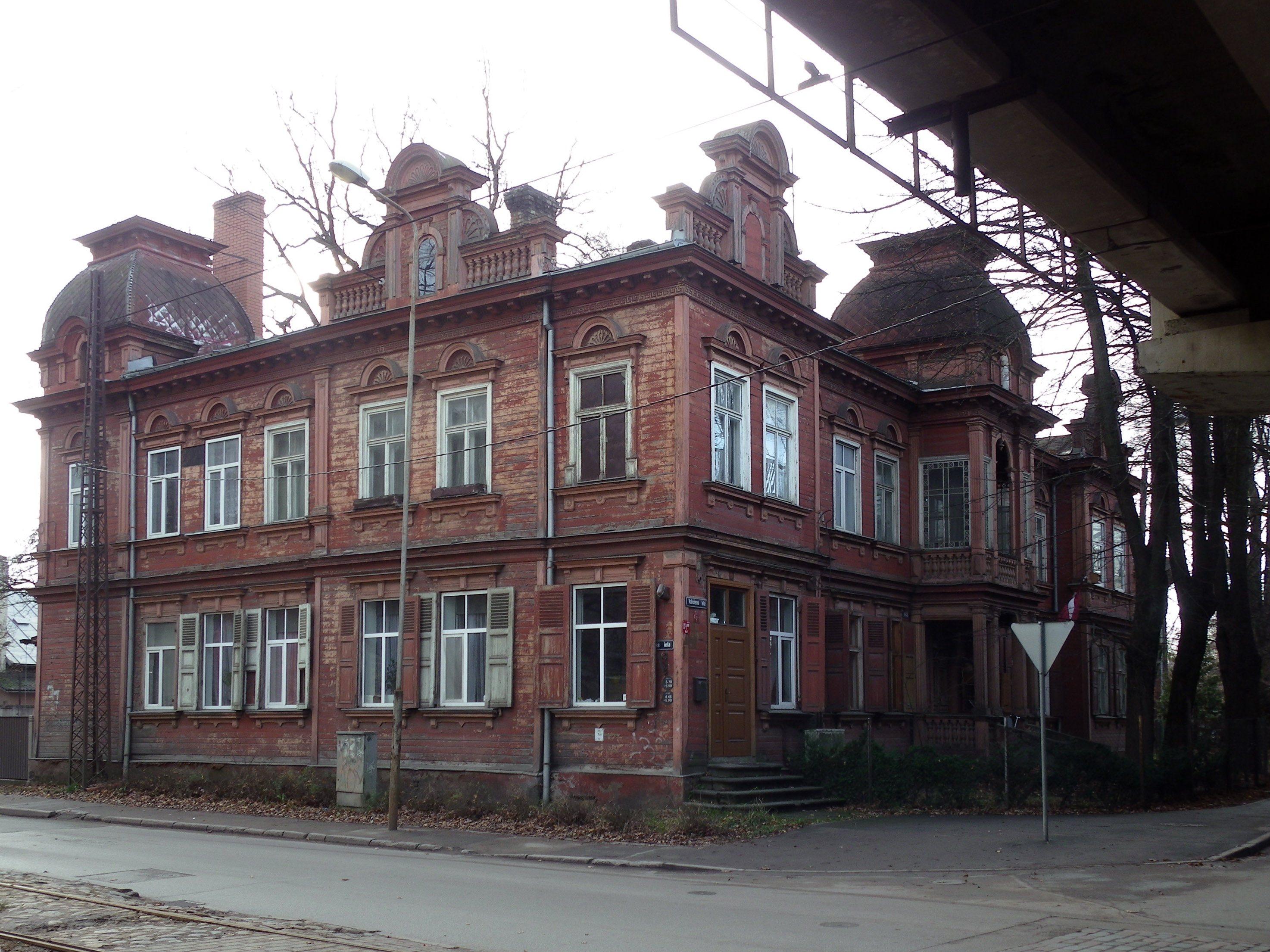
Ул. Калнциема, 62
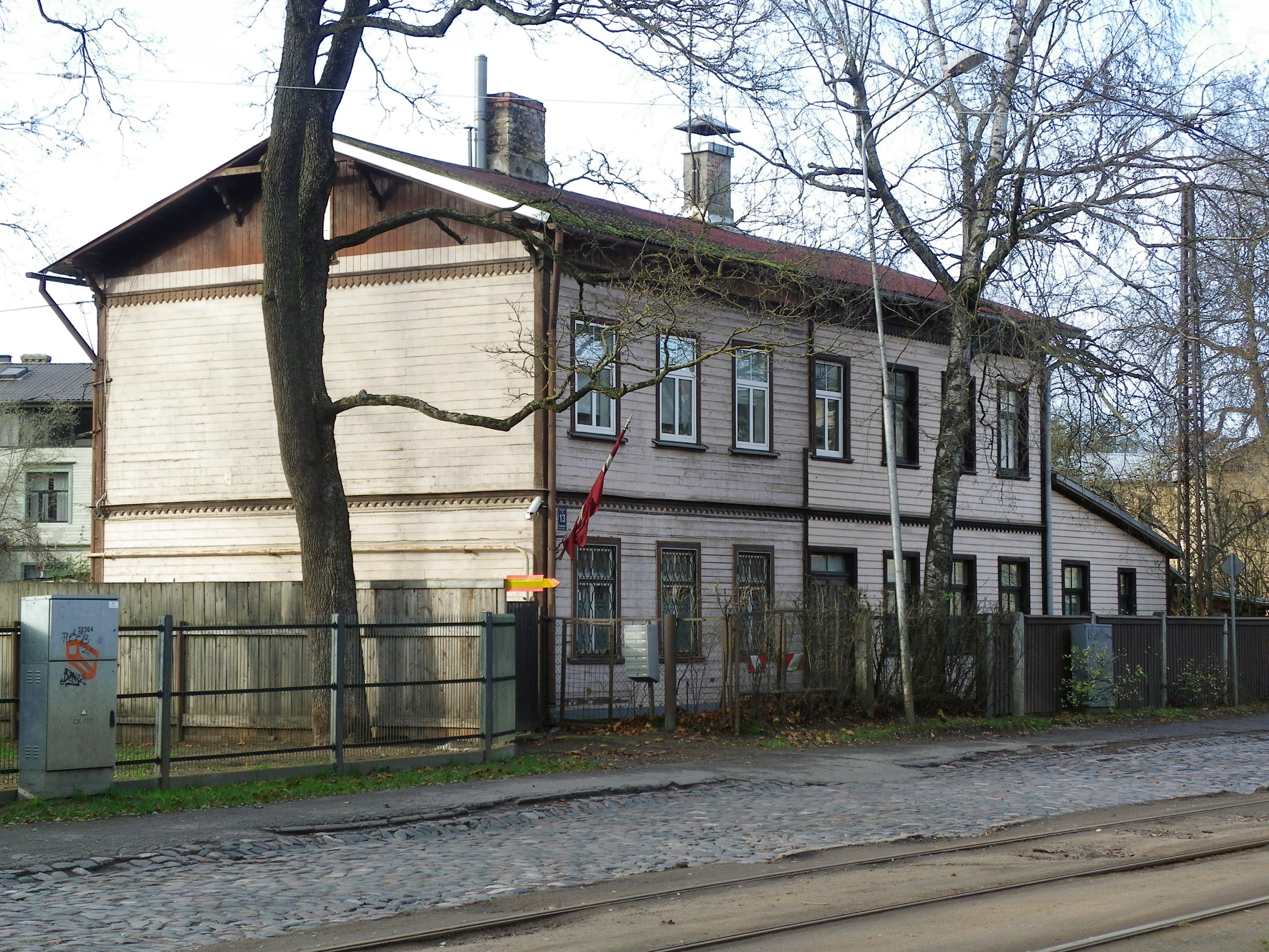
Дом № 13
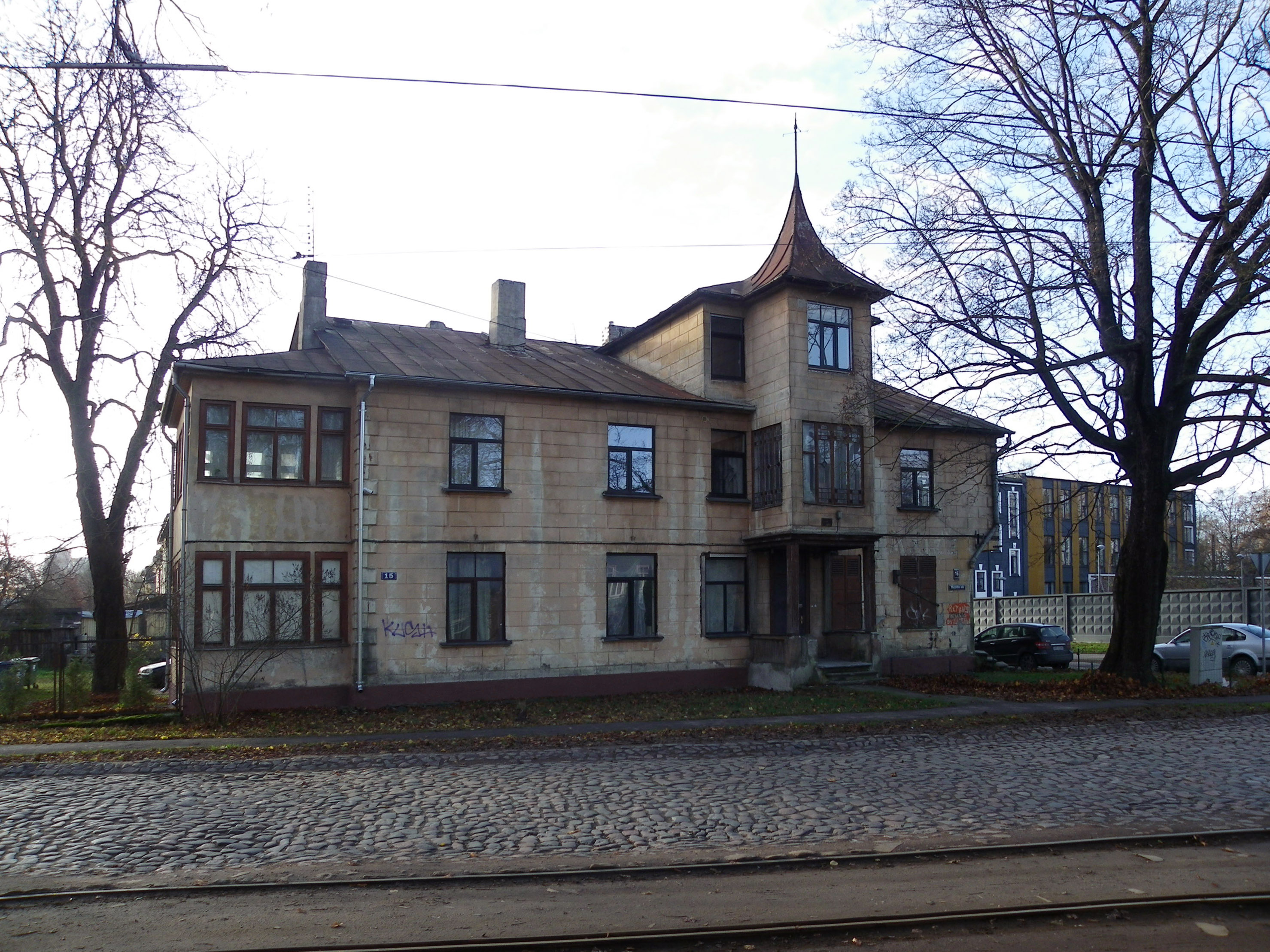
Дом № 15
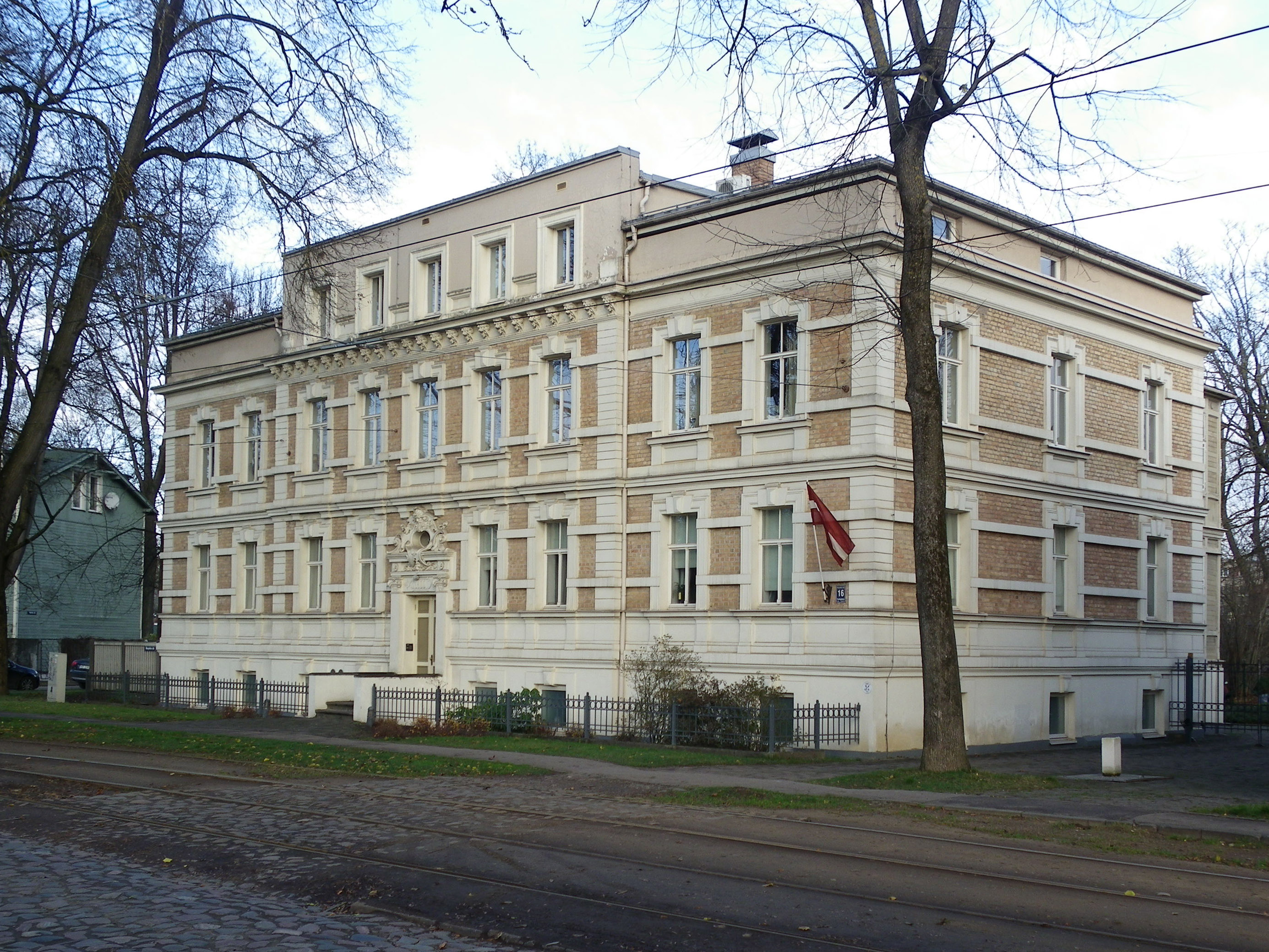
Дом № 16
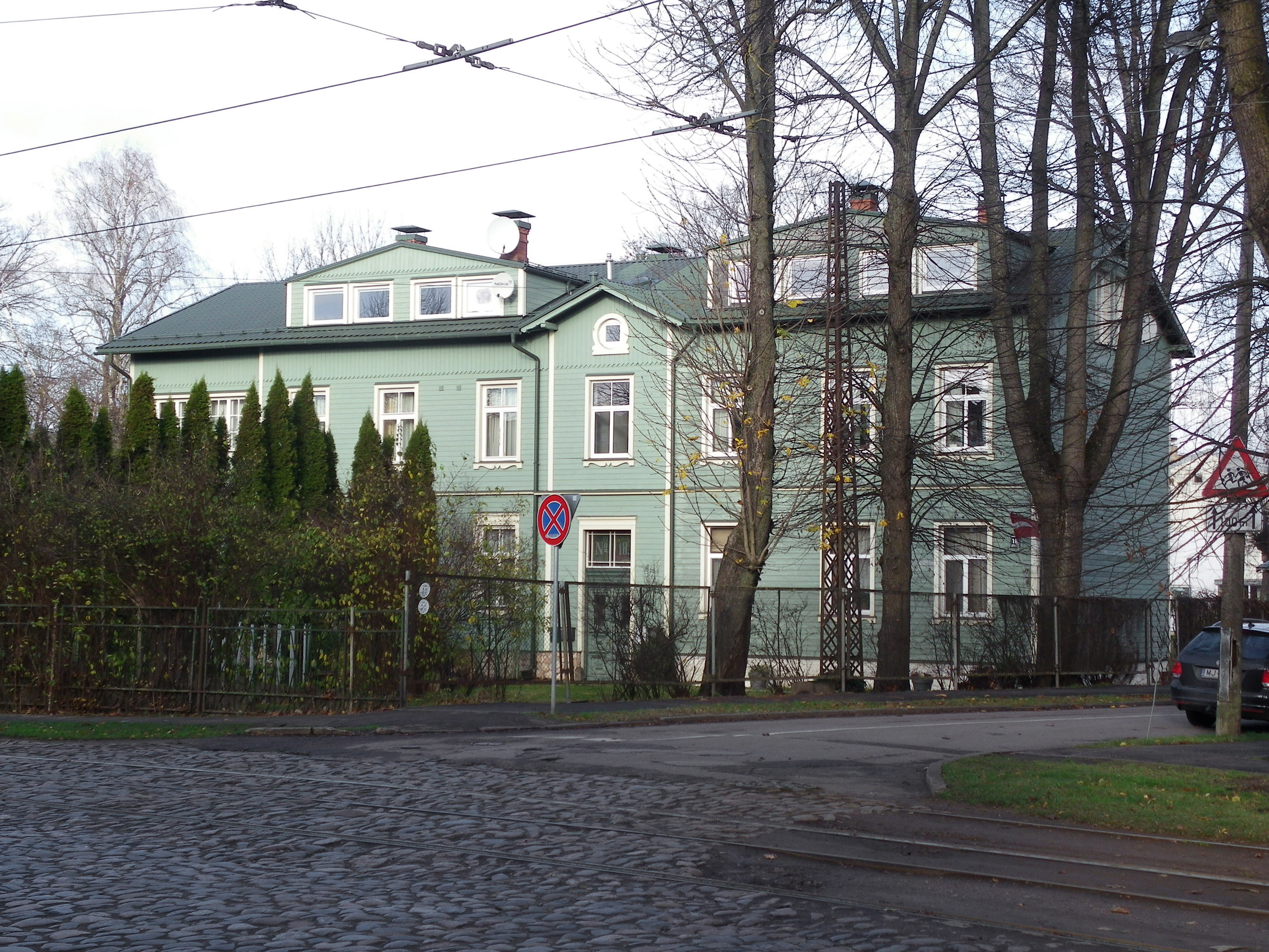
Дом № 18

## Прилегающие улицы
Улица Маргриетас пересекается со следующими улицами:
- улица Маза Нометню
- улица Атпутас
- улица Орманю
- улица Эрнестинес
- улица Капселю
- улица Калнциема (развязка в двух уровнях)
- улица Кристапа
- улица Валентина
- улица Агенскална
- улица Кулдигас